# American Public Media
L'American Public Media (APM), fondé en 2004, est le second plus gros producteur public de radio aux États-Unis, derrière National Public Radio (NPR).
Le réseau atteint 16,5 millions d'auditeurs par semaine, grâce à 780 stations affiliées. Son actionnaire à but non lucratif, American Public Media Group, possède d'autres stations dans le Minnesota, la Californie, et la Floride (respectivement Minnesota Public Radio, KPCC, et WKCP). Le réseau est basé dans le Minnesota, à Saint Paul et se présente comme un réseau public régional, à l’instar de NPR. Le réseau se déclare aussi comme étant « [...] le plus grand producteur et distributeur de programmes de musique classique des États-Unis ».
American Public Media distribue le programme de fin de semaine A Prairie Home Companion, de Garrison Keillor, qui a inspiré The Last Show, le dernier film de Robert Altman. En semaine, le principal programme est Marketplace,.

## Financement
En 2007, le budget s’élevait à 108,7 millions de dollars. Son financement ressemble à celui de NPR ; ses ressources proviennent à moitié de dons de l'auditorat, ou de fondations d'une part et d'autre part de redevances d'affiliation des stations membres et d'autres activités commerciales (publications, etc.).  

## Histoire
À l'origine, APM se réduisait à une station de musique classique, fondée en 1967 à l'université Saint-John à Collegeville, dans le Minnesota. La radio se développe et établit un réseau de 38 stations affiliées en acquérant le statut d'une entité indépendante et à but non lucratif. 
En 1982, American Public Media participe à la création de l'American Public Radio (APR), qui devient « Public Radio International » (PRI) le 1er juillet 1994. APR était formée de quatre stations : Minnesota Public Radio (l'ancêtre de APM), WGBH à Boston, WNYC à New York, et KUSC à Los Angeles. Alors que PRI diffuse aujourd'hui ses propres programmes mais aussi ceux produits par d'autres sources, APM, fondé en 2004, diffuse en grande majorité des programmes qu'elle produit elle-même. Il y a quelques exceptions comme des programmes canadiens de CBC Radio One ou encore The Proms diffusés par la BBC depuis le Royal Albert Hall de Londres.

## Programmes
- A Prairie Home Companion de Garrison Keillor
- Marketplace